# Werken en Dagen
Werken en Dagen (in Oudgrieks Ἔργα καὶ Ἡμέραι/ Erga kaí Hēmérai, soms ook bij de Latijnse naam Opera et Dies genoemd, zoals in de Oxford Classical Texts) is een raadgevend werk van zo'n 800 verzen geschreven door de Oudgriekse dichter Hesiodos rond 700 v.Chr.. Werken en Dagen is oorspronkelijk bedoeld als een boerenalmanak, waarin Hesiodos aan zijn broer Perses lesgeeft over de agrarische kunsten. Daarnaast hebben geleerden zijn boek geplaatst tegen een achtergrond van een landbouwcrisis op het Griekse vasteland, die een golf van Griekse kolonisten inspireerde om nieuw land te gaan zoeken. In het gedicht geeft Hesiodos ook uitgebreid moraliserend advies aan zijn broer over hoe hij zijn leven moet leiden. Werken en Dagen is misschien het best bekend voor zijn twee mythologische etiologieën van het zwoegen en de pijn dat het menselijk bestaan definieert: het verhaal van Prometheus en Pandora en de zogenaamde Tijdperken van de Mens.

## Nederlandse vertaling
- De geboorte van de goden - Werken en dagen - De wedstrijd tussen Homeros en Hesiodos, vertaald uit het Grieks en toegelicht door Wolther Kassies, 2002, ISBN 9789025320423